# Brian McFadden

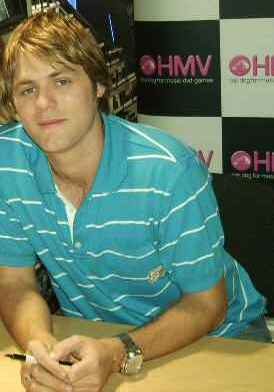
Brian McFadden (2007)

Brian Nicholas McFadden (n. 12 aprilie 1980) este un cântăreț și textier de origine irlandeză. Acesta a devenit cunoscut alături de colegii săi din grupul Westlife. În 2004, McFadden a început o carieră solo, lansând două albume solo. Artistul este logodit cu interpreta australiană Delta Goodrem.